# Скоба (деревня)
Скоба — деревня в Пестяковском районе Ивановской области. Входит в состав Пестяковского сельского поселения.

## География
Находится в юго-восточной части Ивановской области на расстоянии приблизительно 2 км на восток по прямой от районного центра поселка Пестяки.

## История
Деревня уже отмечалась на карте 1840 года (как Сидорова). В 1859 году здесь (тогда деревня в составе Гороховецкого уезда Владимирской губернии) было учтено 17 дворов.

## Население
Постоянное население составляло 94 человека (1859 год), 11 в 2002 году (русские 91 %), 5 в 2010.